# Henriette Piper

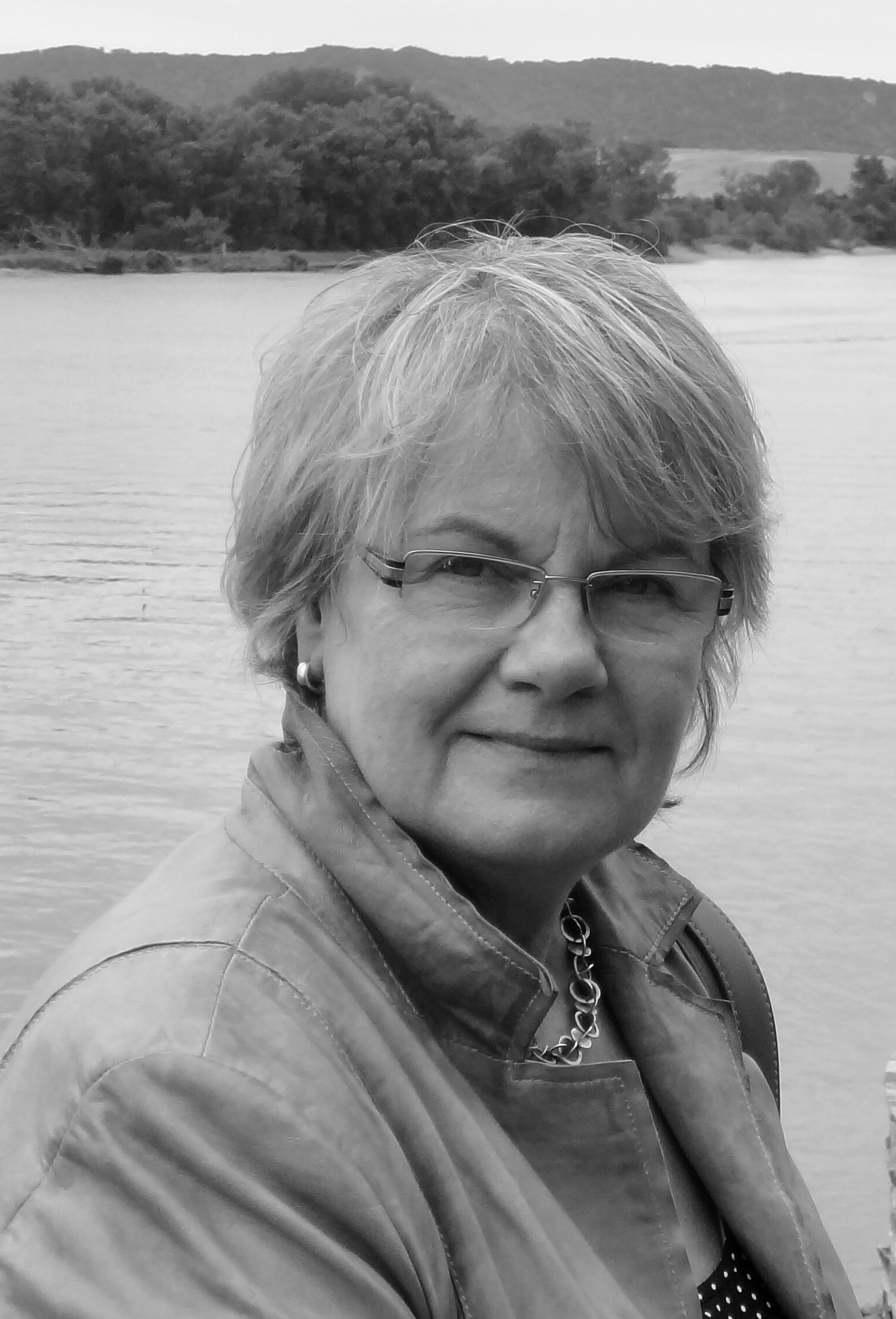
Henriette Piper

Henriette Piper, geb. Andresen (* 1951 in Kiel) ist eine deutsche Drehbuchautorin, Übersetzerin und Autorin.

## Leben
Als Tochter des Theologen Carl Andresen wuchs Henriette Piper in Kiel, Marburg und Göttingen auf.
Sie besuchte das Neue Gymnasium Göttingen. Nach dem Abitur (1969) studierte sie an der Christian-Albrechts-Universität zu Kiel, der Ruprecht-Karls-Universität Heidelberg, der Högskolan i Örebro und der Georg-August-Universität Göttingen Deutsch und Geschichte. Sie schloss das Studium mit dem Staatsexamen ab. Danach war sie in Göttingen als wissenschaftliche Mitarbeiterin am Deutschen Wörterbuch tätig. 1980 beendete sie in Lüneburg das Studienreferendariat mit dem 2. Staatsexamen. Neben ihrer Tätigkeit als Lehrerin an Abendgymnasien in Göttingen und Wuppertal begann sie mit dem Übersetzen und Schreiben. Sie erhielt 1991 ein Stipendium der Drehbuchwerkstatt München und arbeitet seither als Drehbuchautorin. Sie verantwortete das Konzept und acht Folgen der schwedisch-deutschen Reihe Der Kommissar und das Meer und war Headwriter für Das fliegende Klassenzimmer (2003).
2019 erschien ihr erstes Sachbuch, die Biographie ihres Großvaters Hugo Linck. Das Buch (Der letzte Pfarrer von Königsberg. Hugo Linck zwischen Ostpreußen und Hamburg) erschien 2023 auch in litauischer Übersetzung ("Paskutinis Karaliauciaus pastorius. Hugas Linckas: Rytu Prusija, Hamburgas", ISBN 978-609-494-057-6). Henriette Piper ist mit dem Physiologen und Universitätspräsidenten Hans Michael Piper verheiratet und hat zwei erwachsene Kinder. Piper war Beisitzerin im erweiterten Vorstand der Stadtgemeinschaft Königsberg und ist seit 2022 stellvertretende Vorsitzende und Schriftführerin der „Gemeinschaft evangelischer Ostpreußen e. V.“ (GeO). Mit diesem Amt verbunden ist die Herausgabe des Rundbriefes der GeO.
2020 drehte Henriette Piper ihren ersten Dokumentarfilm "Der Segen vom Altenberg" (zusammen mit Simon Gruninger, Kamera, Schnitt), der Erinnerungen an das Königsberger Diakonissenmutterhaus der Barmherzigkeit auf Altenberg festhält.

## Werke
- Abgewandte Welten. Erzählungen aus Schweden. Marburg 1992.
- Der letzte Pfarrer von Königsberg. Hugo Linck zwischen Ostpreußen und Hamburg. Bebra-Verlag, Berlin 2019, ISBN 978-3-89809-171-8.[1]

### Übersetzungen
- Reidar Jönsson: Mein Leben als Hund. München 1990. ISBN 978-3-442-08885-0.
- Kaj Fölster: Sprich, die du noch Lippen hast. Marburg 1993. ISBN 978-3-89398-138-0.
- Jan Myrdal: Das dreizehnte Jahr. Marburg 1993. ISBN 978-3-89398-122-9.

### Filme
- 1994: Das Puppenhaus (Kino Kurzfilm)
- 1995: Vater wider Willen (Fernsehdreiteiler)
- 1995: Aus heiterem Himmel (TV-Serie)
- 1998: Ich schenk dir meinen Mann (TV)
- 1999: Nicht ohne meine Eltern (TV)
- 2000: Bei aller Liebe (TV-Serie)
- 2000: Einmal Himmel und retour (TV)
- 2001: Wir bleiben zusammen (TV)
- 2001: Umwege des Herzens (TV)
- 2002: Bibi Blocksberg (Kino)
- 2003: Liebe in letzter Minute (TV)
- 2003: Gefährliche Gefühle (TV)
- 2003: Das fliegende Klassenzimmer (Kino)
- 2004: Sehnsucht nach Liebe (TV)
- 2004: Der Wunschbaum (Fernsehdreiteiler)
- 2005: Mein Mann und seine Mütter (TV)
- 2007: Der Mann im Heuhaufen (TV)
- 2007: Tatort: Bevor es dunkel wird (TV-Reihe)
- 2008: Der Kommissar und das Meer. Konzept und 8 Folgen (TV-Serie)
- 2009: Ein Dorf schweigt (TV)
- 2011: Gottes mächtige Dienerin (Fernsehzweiteiler)
- 2011: Löwenzahn – Das Kinoabenteuer
- 2013: Schneewittchen muss sterben (TV)
- 2013: Nichts mehr wie vorher (TV)
- 2016: Nur eine Handvoll Leben (TV)
- 2018: Gefangen – Der Fall K. (TV)

## Preise
- 2014: Robert-Geisendörfer-Preis (Buch, Fernsehen: Nichts mehr wie vorher)
- Deutscher Filmpreis in Gold für Das fliegende Klassenzimmer. Der Preis ging an den Film im Ganzen ohne Einzelnennung der Gewerke.